# Pedro Salinas
Pedro Salinas y Serrano  (Madrid, 27 november 1891 - Boston, 4 december 1951) was een Spaans dichter. Hij behoorde tot de Generatie van '27.

## Leven
Salinas was de zoon van een koopman en studeerde rechten en filosofie in Madrid. Van 1914 tot 1917 doceerde hij Spaans aan de Sorbonne te Parijs, waar hij grote bewondering opvatte voor het werk van Marcel Proust en diens À la recherche du temps perdu in het Spaans vertaalde. In 1918 keerde hij terug naar Spanje en kreeg een leerstoel aan de Universiteit van Sevilla. Van 1922 tot 1923 doceerde hij aan de Universiteit van Cambridge. Na 1923 zou hij doceren aan de Universiteit van Murcia. Later was hij ook verbonden aan de Universiteit van Santander en de Complutense Universiteit van Madrid (bij het 'Centrum voor historische studies').
Medio jaren twintig kwam Salinas in contact met jongere dichters zoals Rafael Alberti en Federico García Lorca, met wie hij -samen ook met zijn vriend Jorge Guillén- de Generatie van '27 oprichtte.
In de zomer 1931 kreeg Salinas een verhouding met de Amerikaanse Katherine R. Whitmore, later een vooraanstaande hispaniste, die een zomerklas bij hem volgde in Madrid. Toen ze in 1934 opnieuw terugkeerde naar Spanje, kwam Salinas' vrouw achter hun affaire en probeerde zichzelf van het leven te beroven. Daarop verbrak Whitmore de relatie, hoewel ze nog geruime tijd met Salinas bleef corresponderen. Veel van Salinas' gedichten uit de jaren dertig zijn aan Whitmore gewijd.
In 1938, tijdens de Spaanse Burgeroorlog, ging Salinas in ballingschap, naar de Verenigde Staten, waar hij doceerde aan de Johns Hopkins-universiteit te Baltimore en de Universiteit van Puerto Rico. Hij overleed in 1951, 60 jaar oud.

## Werk
Salinas kreeg in 1925 eerste bekendheid met een gemoderniseerde versie van Cantar de mio Cid. Hij maakte echter vooral naam met zijn gedichten uit de jaren dertig. Centraal thema in zijn oeuvre is de liefde. Daarbij ziet hij de vrouw vooral als 'vriendin' en niet als een verre, verheven esthetische volmaaktheid. Voor hem is de liefde aanwezigheid en de ontdekking in deze aanwezigheid van een andere wereld, van andere betekenissen die de dingen door haar verwerven, zonder zekerheid, steeds in angst om deze kwetsbare aanwezigheid te verliezen.
Salinas' poëzie is helder, zacht en licht, en bijna altijd kort, vaak gebouwd op assonantie. Zij werk heeft van nature een 'ton minuer'. De lezer kan nooit het vervolg raden, maar wordt verder ook niet in verwarring gebracht. Hij gebruikt zelden klassiek metrische vormen, zoals veel andere leden van de Generatie van '27, maar houdt zich wel aan een zeker ritme.
Guillén schreef ook proza, waaronder toneel, en was tevens een vooraanstaand criticus en essayist.

## Gedichtfragment:Grond
Grond. Niets meer.

Grond. Niets minder.

En dat moet genoeg voor je zijn.

Want op de grond steunen je voeten,

op je voeten het rechte bovenlijf,

op je bovenlijf het vastberaden hoofd,

en daar, onder de hoede van het voorhoofd,

de pure idee en op de pure idee,

de dag van morgen, de sleutel

– morgen – van het eeuwige.

Grond. Niets meer of minder.

En dat moet genoeg voor je zijn.
(Vertaling Barber van Pol en Maarten Steenmeijer)

#### Poëzie
- Presagios, 1923.
- Seguro azar, 1929.
- Fábula y signo, 1931.
- La voz a ti debida, 1933.
- Razón de amor, 1936.
- Error de cálculo, 1938.
- Lost Angel and other poems, 1938
- Poesía junta, 1942.
- El contemplado (Mar; poema), 1946.
- Todo más claro y otros poemas, 1949.
- Poesías completas, 1955.
- Poesías completas, 1956.
- Volverse sombra y otros poemas, 1957.
- Poesías completas, 1971.

#### Proza
- Vesperas del gozo, 1926
- La bomba increíble, 1950
- Es desnudo impecable y otras narraciones, 1951

#### Toneel
- La cabeza de Medusa, 1952
- La estratosfera, 1952
- La isla del tesoro, 1952

#### Essays
- La Literatura Española Siglo XX, 1941
- Jorge Manrique, 1947
- La poesía de Rubén Darío, 1948
- El defensor, 1948